# ボブ・ワイドラー
ロバート・J・ワイドラー（英: Robert J. Widlar、1937年11月 - 1991年2月27日）は、アメリカ合衆国の技術者。
集積回路設計の先駆者の1人。1960年代のフェアチャイルドセミコンダクターでの業績で知られている。様々な世界初の設計を行っており、それが後の業界標準となったものも多い。例えば、世界初のICオペアンプ μA702、電圧レギュレータ μA723 などである。汎用オペアンプとして広く使われている μA741 の元となった LM101 もワイドラーの設計である。
回路の発明もしており、ワイドラー電流源やバンドギャップ・リファレンスは実際のアナログICでよく使われている。

## 経歴
オハイオ州クリーブランド生まれ。幼少期から電子工学に興味を持ち、15歳ごろにはラジオやテレビを修理できるようになっていた。
1958年、アメリカ空軍に技術インストラクタとして勤務。翌年2月、コロラド大学ボルダー校の Extension Center で講師を務めるようになった。同じころ、コロラド州ボルダーにある Ball Brothers Research Corporation で回路設計の仕事もしている。
1962年、コロラド大学で電気工学の学士号を取得した。その後も Ball Brothers で一年ほど働いた後、1963年にカリフォルニア州マウンテンビューに移り住み、フェアチャイルドセミコンダクターに入社した。
1991年2月、メキシコの Puerto Vallarta にある自宅近くをジョギング中に心筋梗塞で死去した。